# WTA-toernooi van Oeiras
Het WTA-toernooi van Oeiras is een jaarlijks terugkerend tennistoernooi voor vrouwen dat van 1999 tot en met 2014 onderdeel was van het tennistoernooi van Oeiras en werd georganiseerd in de Portugese plaats Oeiras. De officiële naam van het toernooi, Estoril Open tot en met 2012, was in 2013 en 2014 Portugal Open en Oeiras (Ladies) Open in 2024.
De WTA organiseert het toernooi dat wordt gespeeld op gravel en dat in de periode 2009–2014 in de categorie "International" viel. Een voorloper werd in 1989 en 1990 gehouden. In 1998 werd het toernooi georganiseerd onder auspiciën van de ITF. Vanaf 1999 was het een jaarlijks WTA-toernooi, dat onveranderlijk in het Estádio Nacional in Oeiras plaatsvond. In 1999 en 2000 werd het toernooi geafficheerd met als locatie "Lissabon"; tot en met 2012 werd "Estoril" als locatie vermeld, in overeenstemming met de officiële toernooinaam Estoril Open. In 2013 en 2014 was de officiële toernooinaam veranderd in Portugal Open, met "Oeiras" als locatievermelding. De drie steden Lissabon, Estoril en Oeiras liggen dicht bij elkaar. Ondanks het wijzigen van de locatievermelding is het toernooi niet fysiek verhuisd.
Tegelijkertijd met dit toernooi werd op dezelfde locatie het ATP-toernooi van Oeiras voor de mannen gehouden.
Na 2014 werd het vrouwentoernooi niet voortgezet. In de jaren 2021–2023 werd in Oeiras een ITF-toernooi georganiseerd. In 2024 werd dit gepromoveerd naar een WTA 125-toernooi – dit werd gewonnen door de Nederlandse Suzan Lamens.

## Meervoudig winnaressen enkelspel
| speelster   | aantal titels | in de jaren |
| ----------- | ------------- | ----------- |
| Magüi Serna | 2             | 2002, 2003  |

## Finales

### Enkelspel
| Datum      | Naam          | Cat.          | ($)           | Ondergrond     | Winnares                    | Verliezend finaliste   | Uitslag        |               |
| ---------- | ------------- | ------------- | ------------- | -------------- | --------------------------- | ---------------------- | -------------- | ------------- |
| 1989-07-17 | Estoril Open  | Tier V        | 100.000       | gravel, buiten | Isabel Cueto                | Sandra Cecchini        | 7-6, 6-2       |               |
| 1990-07-16 | Estoril Open  | Tier V        | 100.000       | gravel, buiten | Federica Bonsignori         | Laura Garrone          | 2-6, 6-3, 6-3  |               |
| 1991-1997  | Geen toernooi | Geen toernooi | Geen toernooi | Geen toernooi  | Geen toernooi               | Geen toernooi          | Geen toernooi  | Geen toernooi |
| 1998-04-06 | Estoril Open  | ITF           | 75.000        | gravel, buiten | Barbara Schwartz            | Raluca Sandu           | 6-2, 6-3       |               |
| 1999-04-05 | Estoril Open  | Tier IVa      | 142.500       | gravel, buiten | Katarina Srebotnik          | Rita Kuti Kis          | 6-3, 6-1       | details       |
| 2000-04-10 | Estoril Open  | Tier IVa      | 140.000       | gravel, buiten | Anke Huber                  | Nathalie Dechy         | 6-2, 1-6, 7-5  | details       |
| 2001-04-09 | Estoril Open  | Tier IV       | 140.000       | gravel, buiten | Ángeles Montolio            | Jelena Bovina          | 3-6, 6-3, 6-2  | details       |
| 2002-04-08 | Estoril Open  | Tier IV       | 140.000       | gravel, buiten | Magüi Serna                 | Anca Barna             | 6-4, 6-2       | details       |
| 2003-04-07 | Estoril Open  | Tier IV       | 140.000       | gravel, buiten | Magüi Serna                 | Julia Schruff          | 6-4, 6-1       | details       |
| 2004-04-12 | Estoril Open  | Tier V        | 110.000       | gravel, buiten | Émilie Loit                 | Iveta Benešová         | 7-5, 7-6       | details       |
| 2005-04-25 | Estoril Open  | Tier IV       | 140.000       | gravel, buiten | Lucie Šafářová              | Li Na                  | 6-7, 6-4, 6-3  | details       |
| 2006-05-01 | Estoril Open  | Tier IV       | 145.000       | gravel, buiten | Zheng Jie                   | Li Na                  | 6-7, 7-5, opg. | details       |
| 2007-04-30 | Estoril Open  | Tier IV       | 145.000       | gravel, buiten | Gréta Arn                   | Viktoryja Azarenka     | 2-6, 6-1, 7-6  | details       |
| 2008-04-14 | Estoril Open  | Tier IV       | 145.000       | gravel, buiten | Maria Kirilenko             | Iveta Benešová         | 6-4, 6-2       | details       |
| 2009-05-04 | Estoril Open  | International | 220.000       | gravel, buiten | Yanina Wickmayer            | Jekaterina Makarova    | 7-5, 6-2       | details       |
| 2010-05-03 | Estoril Open  | International | 220.000       | gravel, buiten | Anastasija Sevastova        | Arantxa Parra Santonja | 6-2, 7-5       | details       |
| 2011-04-25 | Estoril Open  | International | 220.000       | gravel, buiten | Anabel Medina Garrigues     | Kristina Barrois       | 6-1, 6-2       | details       |
| 2012-04-30 | Estoril Open  | International | 220.000       | gravel, buiten | Kaia Kanepi                 | Carla Suárez Navarro   | 3-6, 7-6, 6-4  | details       |
| 2013-04-29 | Portugal Open | International | 235.000       | gravel, buiten | Anastasija Pavljoetsjenkova | Carla Suárez Navarro   | 7-5, 6-2       | details       |
| 2014-04-28 | Portugal Open | International | 250.000       | gravel, buiten | Carla Suárez Navarro        | Svetlana Koeznetsova   | 6-4, 3-6, 6-4  | details       |
| 2015–2023  | geen toernooi | geen toernooi | geen toernooi | geen toernooi  | geen toernooi               | geen toernooi          | geen toernooi  | geen toernooi |
| 2024-04-15 | Oeiras Open   | WTA 125       | 164.000       | gravel, buiten | Suzan Lamens                | Clara Tauson           | 6-4, 5-7, 6-4  | details       |

### Dubbelspel
| Datum      | Naam          | Cat.          | ($)           | Ondergrond     | Winnaressen                             | Verliezend finalistes                         | Uitslag          |               |
| ---------- | ------------- | ------------- | ------------- | -------------- | --------------------------------------- | --------------------------------------------- | ---------------- | ------------- |
| 1989-07-17 | Estoril Open  | Tier V        | 100.000       | gravel, buiten | Iva Budařová Regina Rajchrtová          | Gabriela Castro Conchita Martínez             | 6-2, 6-4         |               |
| 1990-07-16 | Estoril Open  | Tier V        | 100.000       | gravel, buiten | Sandra Cecchini Patricia Tarabini       | Carin Bakkum Nicole Jagerman                  | 1-6, 6-2, 6-3    |               |
| 1991-1997  | Geen toernooi | Geen toernooi | Geen toernooi | Geen toernooi  | Geen toernooi                           | Geen toernooi                                 | Geen toernooi    | Geen toernooi |
| 1998-04-06 | Estoril Open  | ITF           | 75.000        | gravel, buiten | Caroline Dhenin Émilie Loit             | Radka Bobková Caroline Schneider              | 6-2, 6-3         |               |
| 1999-04-05 | Estoril Open  | Tier IVa      | 142.500       | gravel, buiten | Alicia Ortuño Cristina Torrens          | Anna Földényi Rita Kuti Kis                   | 7-6, 3-6, 6-3    | details       |
| 2000-04-10 | Estoril Open  | Tier IVa      | 140.000       | gravel, buiten | Tina Križan Katarina Srebotnik          | Amanda Hopmans Cristina Torrens               | 6-0, 7-6         | details       |
| 2001-04-09 | Estoril Open  | Tier IV       | 140.000       | gravel, buiten | Květa Hrdličková Barbara Rittner        | Tina Križan Katarina Srebotnik                | 3-6, 7-5, 6-1    | details       |
| 2002-04-08 | Estoril Open  | Tier IV       | 140.000       | gravel, buiten | Jelena Bovina Zsófia Gubacsi            | Barbara Rittner María Vento-Kabchi            | 6-3, 6-1         | details       |
| 2003-04-07 | Estoril Open  | Tier IV       | 140.000       | gravel, buiten | Petra Mandula Patricia Wartusch         | Maret Ani Emmanuelle Gagliardi                | 6-7, 7-6, 6-2    | details       |
| 2004-04-12 | Estoril Open  | Tier V        | 110.000       | gravel, buiten | Emmanuelle Gagliardi Janette Husárová   | Olga Blahotová Gabriela Navrátilová           | 6-3, 6-2         | details       |
| 2005-04-25 | Estoril Open  | Tier IV       | 140.000       | gravel, buiten | Li Ting Sun Tiantian                    | Michaëlla Krajicek Henrieta Nagyová           | 6-3, 6-1         | details       |
| 2006-05-01 | Estoril Open  | Tier IV       | 145.000       | gravel, buiten | Li Ting Sun Tiantian                    | Gisela Dulko M Sánchez Lorenzo                | 6-2, 6-2         | details       |
| 2007-04-30 | Estoril Open  | Tier IV       | 145.000       | gravel, buiten | Andreea Ehritt-Vanc Anastasia Rodionova | Lourdes Domínguez Lino Arantxa Parra Santonja | 6-3, 6-2         | details       |
| 2008-04-14 | Estoril Open  | Tier IV       | 145.000       | gravel, buiten | Maria Kirilenko Flavia Pennetta         | Mervana Jugić-Salkić İpek Şenoğlu             | 6-4, 6-4         | details       |
| 2009-05-04 | Estoril Open  | International | 220.000       | gravel, buiten | Raquel Kops-Jones Abigail Spears        | Sharon Fichman Katalin Marosi                 | 2-6, 6-3, [10-5] | details       |
| 2010-05-03 | Estoril Open  | International | 220.000       | gravel, buiten | Sorana Cîrstea Anabel Medina Garrigues  | Vitalia Djatsjenko Aurélie Védy               | 6-1, 7-5         | details       |
| 2011-04-25 | Estoril Open  | International | 220.000       | gravel, buiten | Alisa Klejbanova Galina Voskobojeva     | Eléni Daniilídou Michaëlla Krajicek           | 6-4, 6-2         | details       |
| 2012-04-30 | Estoril Open  | International | 220.000       | gravel, buiten | Chuang Chia-jung Zhang Shuai            | Jaroslava Sjvedova Galina Voskobojeva         | 4-6, 6-1, [11-9] | details       |
| 2013-04-29 | Portugal Open | International | 235.000       | gravel, buiten | Chan Hao-ching Kristina Mladenovic      | Darija Jurak Katalin Marosi                   | 7-6, 6-2         | details       |
| 2014-04-28 | Portugal Open | International | 250.000       | gravel, buiten | Cara Black Sania Mirza                  | Eva Hrdinová Valerija Solovjeva               | 6-4, 6-3         | details       |
| 2015–2023  | geen toernooi | geen toernooi | geen toernooi | geen toernooi  | geen toernooi                           | geen toernooi                                 | geen toernooi    | geen toernooi |
| 2024-04-15 | Oeiras Open   | WTA 125       | 164.000       | gravel, buiten | Francisca Jorge Matilde Jorge           | Harriet Dart Kristina Mladenovic              | 6-0, 6-4         | details       |